# 情報公開クリアリングハウス
特定非営利活動法人情報公開クリアリングハウスは、日本のNPO法人。「公的機関の情報公開の問題に取り組み、市民の知る権利の保障を求めて」活動するとされる。
「クリアリングハウス（英語: clearing house）」の語には、《手形交換所》のほかに《公的機関などが保有する情報を収集、提供するシステムやサービス、情報センター》《レフェラルサービスセンター》の意味がある。
1980年、日本で初めて公的機関の情報公開の問題に専門的に取り組む「情報公開法を求める市民運動」が発足。1999年5月14日の行政機関の保有する情報の公開に関する法律（情報公開法）公布を受け組織改編し、同年7月に設立された。1999年12月、特定非営利活動法人認証。
2004年12月、中央省庁への情報開示請求によってリサイクルなどで業者に渡った文書の総重量を算出、2001年4月の情報公開法施行前に廃棄文書の重量が急増したことを明らかにした。2015年7月17日、福島第一原子力発電所事故に関する「福島原発事故情報公開アーカイブ」を公開した。